# Retrospect
Retrospect — программное обеспечение для резервного копирования. Он использует модель резервного копирования клиент-сервера.
Сейчас выпускается под контролем корпорации Rovi Corporation под маркой Roxio (roxio.com). Сейчас доступна версия от Roxio 7.7 для Windows и 8.2 для Mac OS (версия выпущена в 2010 году).
С технической точки зрения Retrospect поддерживает работу по расписанию, расширенные отчеты по каждому выполненному шагу, сохранение данных на внешние накопители и RAID массивы, поддержку многопроцессорных систем, шифрование, двойную проверку архивов и т. д.
Продукт используется для GUI-скрипта резервного копирования.

## История
Программное обеспечение было впервые разработано корпорацией Dantz Development Corporation в 1989 году, первоначально для платформы Macintosh и продолжая позже для Windows. Dantz Development Corporation была приобретена корпорацией EMC в 2004 году. В 2006 году в версию 7.5 были добавлены функции производительности, необходимые МСП.
Приобретение EMC, в рамках своего бренда Insignia, привело к тому, что продукт был ненадолго законсервирован, когда Insignia был закрыт в 2007 году. Он был возрожден в 2008 году и передан новому приобретению EMC Iomega. «Преждевременный» выпуск Retrospect 8 в 2009 году подорвал рынок после того, как Apple представила свою конкурирующий продукт Time Machine в конце 2007 года. В 2010 году Retrospect был продан Roxio, принадлежащей Sonic Solutions, которые затем были в свою очередь, приобретенны Rovi. Retrospect, Inc. была сформирован основной командой, большинство из которых работали над продуктом в течение десяти лет и более. Retrospect 9 был запущен в 2012 году.
В июне 2019 года холдинговая компания Storcentric объявивила о покупке Retrospect Inc., которая будет работать как независимая дочерняя компания.